# Manfred Stein
Manfred Stein (* 4. Oktober 1947; † August 1979 in Humpolec) war in der DDR ein erfolgreicher Motocrossfahrer.
Der gelernte Karosserieschlosser begann seine sportliche Karriere als Angehöriger der Deutschen Volkspolizei im MC Dynamo Erfurt Süd als Geländefahrer auf einer MZ. 1969 wurde er DDR-Meister in der Klasse bis 75 cm³. Später wechselte er zum Motocross-Sport und errang 1971 beim ersten WM-Lauf in Italien als erster DDR-Fahrer einen WM-Wertungspunkt. 1974 gewann er seine ersten DDR-Meistertitel.
Auf der Fahrt zu einem Rennen in Bulgarien verunglückte er bei einem Verkehrsunfall in der Nähe von Humpolec (CSSR) tödlich. Stein war verheiratet und hinterließ einen Sohn.

## Erfolge bei DDR-Meisterschaften (nur Medaillenplätze)
| Jahr | Klasse      | Klasse      | Klasse   | Mannschaftswertung (Verein)      |
| ---- | ----------- | ----------- | -------- | -------------------------------- |
| Jahr | 125 cm³     | 250 cm³     | 500 cm³  | Mannschaftswertung (Verein)      |
| 1971 | -           | -           | -        | Vizemeister (MC Dynamo Erfurt 2) |
| 1972 | -           | -           | -        | Vizemeister (MC Dynamo Erfurt 2) |
| 1973 | -           | -           | -        | -                                |
| 1974 | -           | Meister     | Meister  | Meister (MC Kali Merkers)        |
| 1975 | Meister     | Meister     | Meister  | Meister (MC Kali Merkers 1)      |
| 1976 | Vizemeister | Vizemeister | 3. Platz | Vizemeister (MC Kali Merkers 1)  |
| 1977 | Vizemeister | Vizemeister | 3. Platz | Meister (MC Kali Merkers 1)      |
| 1978 | -           | Vizemeister | Meister  | -                                |
| 1979 | -           | 3. Platz    | -        | Vizemeister (MC Kali Merkers 2)  |